# 思金神社
思金神社（おもいかねじんじゃ）は、神奈川県横浜市栄区上郷町にある単立神社。

## 概要
JR港南台駅の南方、舞岡上郷線と県道23号（環状4号線）の交差北東、急な石段の上に鎮座している。
元々は初代宮司・平野宝導に思金大神が降臨したことで、1912年（大正元年）に高知県幡多郡佐賀町（現・幡多郡黒潮町）にて創建された単立神社である。
現在地（横浜市栄区上郷町）には以前には、1928年（昭和3年）に建立された白山神社の社殿があったが、昭和30年代後半（1960年代）からの地域の大規模な大規模な宅地開発に伴って、1976年（昭和51年）に南東の東上郷町へ移転したため、空いた社殿・境内地を二代目宮司が受け継ぐ形で、高知県から遷座した。

## 祭神
- 八意思金大神
- 下照姫神